# 雅加戈拉
雅加戈拉（Ājāgara）是孟加拉国吉大港專區堅德布爾縣的一个村庄。东北距达卡73千米。海拔5米，总人口数为3,209。世界文化遗产巴凯尔哈特清真寺坐落在其西南130千米处。